# Fiambre
Pour les articles homonymes, voir Caesar.
Le fiambre est une salade traditionnelle guatémaltèque préparée le Jour des morts (Día de los Muertos) et la Toussaint (Día de Todos los Santos). Elle est servie froide et préparée avec jusqu'à 50 ingrédients.